# HD 172555
HD 172555 — звезда в созвездии Павлина. Находится на расстоянии около 95 св. лет от Солнца.
HD 172555 это молодая белая звезда спектрального класса A7 массой 2 массы Солнца. Видимая звёздная величина — 4,77m. Находится на главной последовательности.

## Изучениесистемызвезды

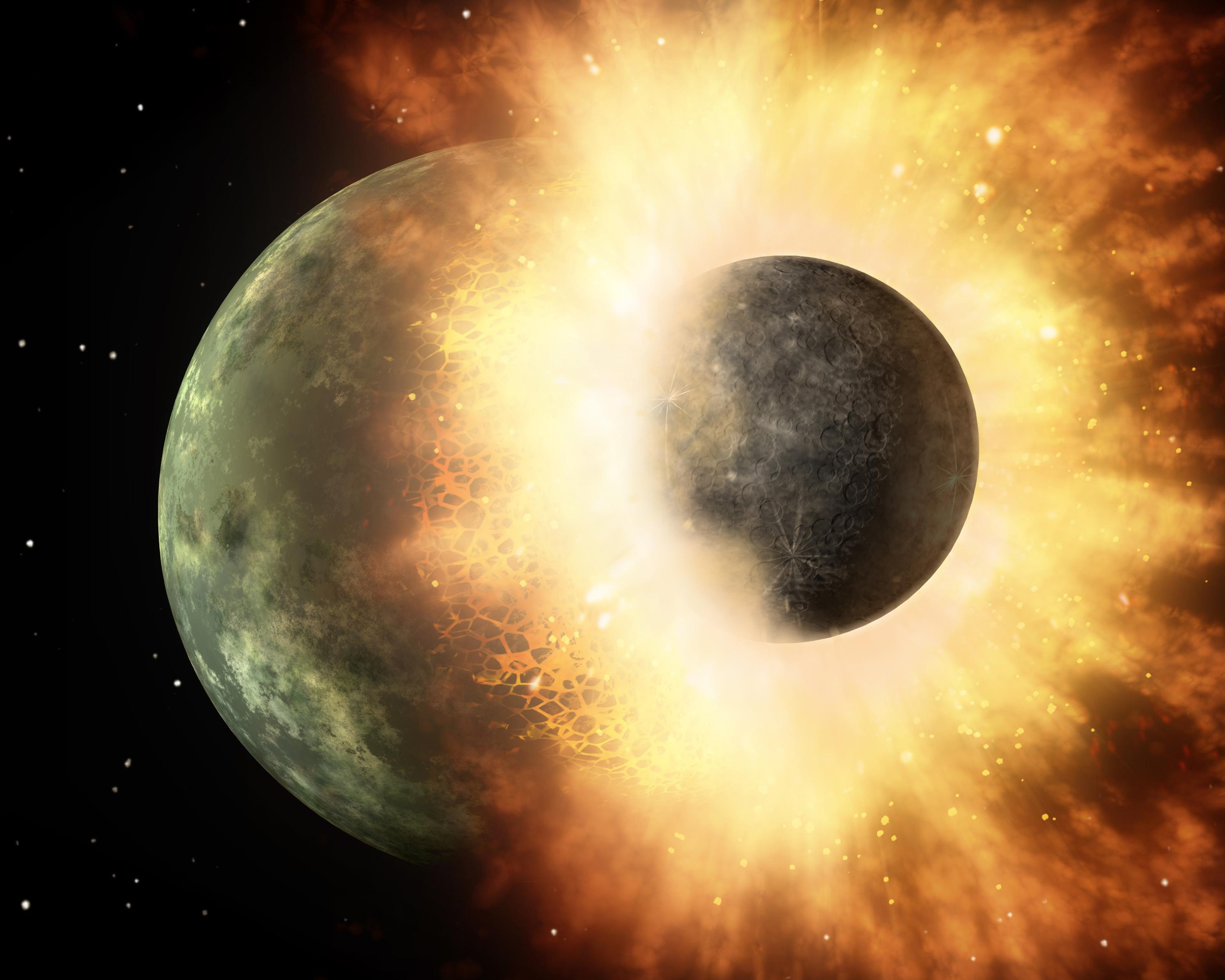
Представление художника о столкновении двух небесных тел схожих с Луной и Меркурием

В 2009 году астрономы из университета Джонса Хопкинса под руководством Кери Лисса получили подробный спектр HD 172555 с помощью инфракрасного спектрометра космического телескопа Спитцера. В полученном спектре были найдены свидетельства катаклизма, случившегося в протопланетном диске вокруг звезды.
Предполагается, что столкнулись два каменистых тела, схожих с Луной и Меркурием. Столкновение, вероятно, произошло около нескольких тысяч лет назад. В более позднем исследовании, проведённом в Массачусетском технологическом институте в 2021 году уточняется, что столкновение произошло между «планетой размером примерно с Землю и меньшим ударным элементом по меньшей мере 200 000 лет назад со скоростью 10 километров в секунду». Удар разрушил меньшее тело, испарилось большое количество породы (камней), в космос были выброшены большие объёмы горячей лавы. Полная масса всего распылённого материала составляет порядка 10²² кг — это масса крупного астероида размером в 1 тыс. км.
10 августа 2009 года на сайте NASA опубликовано сообщение, в котором говорится:

Когда тела столкнулись, вероятно, образовалась большая вспышка света. Каменистые поверхности растаяли и испарились, и повсюду распространилось горячее вещество. Телескоп Спитцер определил испарившуюся породу в виде монооксида кремния и растаявшую породу в виде стекловидной субстанции, называемой обсидианом. Ударные волны от столкновения прошли по всей планете, выбрасывая в пространство каменистые валуны… В итоге, бо́льшая планета осталась «ободрана», оголены верхние слои. А ядро (?) и часть поверхности меньшей планеты были «поглощены» большей планетой.